# FLOPS
FLOPS (též známé jako FLOPPERS) je zkratka pro počet operací v pohyblivé řádové čárce za sekundu (FLoating-point Operations Per Second), což je obvyklé měřítko výpočetní výkonnosti počítačů. Výkon dnešních špičkových superpočítačů se pohybuje v řádu milionů miliard FLOPS, proto se tato veličina používá ve spojení s předponami soustavy SI. Měříme pak v megaFLOPS (MFLOPS), gigaFLOPS (GFLOPS), teraFLOPS (TFLOPS), petaFLOPS (PFLOPS) dále viz tabulka Výkon počítače ve FLOPS. Typická stolní kalkulačka má výkon pouze několik jednotek či desítek FLOPS. 
| Název      | Jednotka | Hodnota |
| ---------- | -------- | ------- |
| kiloFLOPS  | kFLOPS   | 103     |
| megaFLOPS  | MFLOPS   | 106     |
| gigaFLOPS  | GFLOPS   | 109     |
| teraFLOPS  | TFLOPS   | 1012    |
| petaFLOPS  | PFLOPS   | 1015    |
| exaFLOPS   | EFLOPS   | 1018    |
| zettaFLOPS | ZFLOPS   | 1021    |
| yottaFLOPS | YFLOPS   | 1024    |

## Měření FLOPS
Výkon počítače ve FLOPS se nejčastěji měří pomocí balíku LINPACK. Dá se měřit i programem SiSoft Sandra.

## Výpočetní výkon superpočítačů
US Department of Energy v roce 2018 zadalo výstavbu počítače El Capitan, který má být dokončen v roce 2023 a mít výkon 2 EFLOPS.[potřebuje aktualizovat] Má být využíván k simulací a studiu zásob jaderných zbraní ve Spojených státech.
V roce 2018 byl v USA uveden do provozu superpočítač Summit s výkonem 200 PFLOPS. Tím se nejvýkonnější superpočítač po šesti letech, kdy titul náležel počítači v Číně, vrátil opět do USA. V roce 2020 byl Summit stále nejrychlejším počítačem, ale jeho výkon byl v březnu překonán decentralizovaným výkonem projektu Folding@home.
Červen 2011: Nový superpočítač, jehož označení mělo na starost pouze jediném písmeno „K“ („Kei“ = deset biliard); podle oficiálního benchmarku Linpack byl jeho současný výkon přesně 8,162 PFLOPS. Tento výkon byl nejen několikanásobně vyšší, než u druhého nejvýkonnějšího modelu, ale byl taky vyšší, než celkový výkon pěti nejrychlejších počítačů dohromady, které byly v té době umístěny na druhé až šesté pozici v žebříčku TOP500. 
V říjnu 2010 byl sestaven v Číně superpočítač Tianhe-1A, který je umístěn v národní laboratoři pro obranné technologie (NUDT) ve městě Tianjin a jeho výkon činí až 2,507 PFLOPS.[zdroj⁠?!]
9. června 2008 bylo oznámeno, že superpočítač IBM Roadrunner[nepřesný odkaz] udržel v testu LINPACK rychlost 1,026 PFLOPS, při jeho špičkovém výkonu 1,7 PFLOPS.
4. února 2008 NSF spolu s Texaskou univerzitou spustily výzkum na superpočítači Ranger (AMD a Sun technologie). Tento superpočítač je schopen konstantně pracovat rychlostí půl PFLOPS.
25. září 2007 japonská firma NEC vydala prohlášení představující jejich SX-9 jako nejrychlejší vektorový superpočítač, který má v plné zátěži výkon až 839 TFLOPS. SX-9 obsahoval první procesor, jehož jediné jádro mělo výkon 102,4 GFLOPS.
IBM dne 26. června 2007 představilo druhou generaci svého superpočítače známého jako Blue Gene/P. Ten byl sestaven tak, aby byl schopen neustále pracovat rychlostí přesahující jeden PFLOPS. Při určité konfiguraci je však schopen výkonu blížícímu se třem PFLOPS.
Podle červnové zprávy Top500.org roku 2007 byl v té době nejrychlejší Blue Gene/L s výkonem 596 TFLOPS. Druhé místo patřilo superpočítači Cray XT4 s výkonem 101,7 TFLOPS.
V červenci 2006 byl představen japonský MDGRAPE-3 umístěn ve výzkumném institutu RIKEN. Jeho maximální výkon byl téměř jeden PFLOPS, což bylo skoro dvakrát víc než dosahoval Blue Gene/L. MDGRAPE-3 však nebyl určen k běžným výpočtům a tak nebyl uveden v žebříčku Top500.org. Jeho zaměřením bylo simulovat molekulární dynamiku pomocí zřetězených výpočtů (pipeliningu).
V roce 2022 se stal nejrychlejším počítačem superpočítač Frontier.

## Výpočetní výkon distribuovaných systémů
Metoda distribuovaných výpočtů spojuje běžné počítače pomocí internetu.
BOINC dosáhl 16. března 2008 na celkový výpočetní výkon přes 1 PFLOPS.
Folding@home v souvislosti s pandemií covidu-19 získal během velmi krátkého času statisíce nových uživatelů a po nárůstu na 470 PFLOPS během několika následujících dnů dosáhl na výkon přes 1 EFLOPS.

## Výpočetní výkon superpočítačů v Česku
Nejvýkonnější soustavou počítačů v Česku v roce 2010 disponovala společnost Škoda Auto, která měla k dispozici celkový výkon přes 15 petaFLOPS. Tato soustava je využívána k simulacím s virtuálními modely. Týdně se tak řeší stovky až tisíce úloh v různých disciplínách (aerodynamika, crash testy, FEM) a aplikacích (Fluent, OpenFoam, PamCrash, Nastran).